# Tomb Raider (серія ігор)
Tomb Raider (укр. Розкрадачка гробниць) — серія відеоігор в жанрі action-adventure, фільмів, коміксів і книг, які розповідають про пригоди молодої британської археологині Лари Крофт.
Перші шість ігор основної серії й три доповнення були розробленні британською студією Core Design. Після провалу шостої частини, Tomb Raider: The Angel of Darkness, видавець серії, Eidos передала розробку північноамериканській студії Crystal Dynamics.
Трилогія, розроблена студією Crystal Dynamics (Tomb Raider: Legend, Tomb Raider: Anniversary та Tomb Raider: Underworld), отримала позитивні відгуки від ігрових видань та спільноти — якість ігор помітно покращилася, графічна складова (на момент виходу) перестала бути застарілою. Станом на 2013 рік за різними підрахунками, було продано від 30 до 58 млн примірників ігор.

## Ігри Tomb Raider
| Рік  | Назва                                        | Розробник                                                                                               | Платформи                                                                          | Платформи                    | Платформи   | Платформи                                            |
| ---- | -------------------------------------------- | --- | ---------------------------------------------------------------------------------- | ---------------------------- | ----------- | ---------------------------------------------------- |
| Рік  | Назва                                        | Розробник                                                                                               | Sony                                                                               | Microsoft                    | Apple       | Інші                                                 |
| 1996 | Tomb Raider                                  | Core Design, Ideaworks Game Studio, Realtech VR                                                         | PlayStation, PlayStation 3, PlayStation Portable, PlayStation Vita, PlayStation TV | Windows, DOS, Windows Mobile | Mac OS, iOS | Saturn, N-Gage, Android                              |
| 1996 | Tomb Raider: Unfinished Business             | Core Design                                                                                             | Відсутня                                                                           | Windows                      | Mac OS, iOS | Відсутня                                             |
| 1997 | Tomb Raider II: The Dagger of Xian           | Core Design, Westlake Interactive                                                                       | PlayStation, PlayStation 3, PlayStation Portable, PlayStation Vita, PlayStation TV | Windows                      | Mac OS, iOS | Android                                              |
| 1998 | Tomb Raider II: Golden Mask                  | Core Design                                                                                             | Відсутня                                                                           | Windows                      | Mac OS, iOS | Відсутня                                             |
| 1998 | Tomb Raider III: Adventures of Lara Croft    | Core Design                                                                                             | PlayStation, PlayStation 3, PlayStation Portable, PlayStation Vita, PlayStation TV | Windows                      | Mac OS      | Відсутня                                             |
| 1999 | Tomb Raider: The Last Revelation             | Core Design                                                                                             | PlayStation, PlayStation 3, PlayStation Portable, PlayStation Vita, PlayStation TV | Windows                      | Mac OS      | Dreamcast                                            |
| 1999 | Tomb Raider: The Times Exclusive Bonus Level | Core Design, The Times                                                                                  | Відсутня                                                                           | Windows                      | Відсутня    | Відсутня                                             |
| 2000 | Tomb Raider III: The Lost Artifact           | Core Design                                                                                             | Відсутня                                                                           | Windows                      | Mac OS      | Відсутня                                             |
| 2000 | Tomb Raider: Chronicles                      | Core Design                                                                                             | PlayStation, PlayStation 3, PlayStation Portable, PlayStation Vita, PlayStation TV | Windows                      | Mac OS      | Dreamcast                                            |
| 2000 | Tomb Raider: The Nightmare Stone             | Core Design                                                                                             | Відсутня                                                                           | Відсутня                     | Відсутня    | Game Boy Color                                       |
| 2001 | Tomb Raider: Curse of the Sword              | Core Design                                                                                             | Відсутня                                                                           | Відсутня                     | Відсутня    | Game Boy Color                                       |
| 2002 | Tomb Raider: The Prophecy                    | Core Design, Ubisoft Milan                                                                              | Відсутня                                                                           | Відсутня                     | Відсутня    | Game Boy Advance                                     |
| 2003 | Tomb Raider: The Angel of Darkness           | Core Design, Beenox                                                                                     | PlayStation 2                                                                      | Windows                      | OS X        | Відсутня                                             |
| 2003 | Tomb Raider: The Osiris Codex                | InfoSpace IOMO Studio                                                                                   | Відсутня                                                                           | Відсутня                     | Відсутня    | Java ME                                              |
| 2004 | Tomb Raider: Quest for Cinnabar              | InfoSpace IOMO Studio                                                                                   | Відсутня                                                                           | Відсутня                     | Відсутня    | Java ME                                              |
| 2004 | Tomb Raider: Elixir of Life                  | InfoSpace IOMO Studio                                                                                   | Відсутня                                                                           | Відсутня                     | Відсутня    | Java ME                                              |
| 2006 | Tomb Raider: Legend                          | Crystal Dynamics, Nixxes Software, Buzz Monkey Software, Human Soft, Fathammer                          | PlayStation 2, PlayStation 3, PlayStation Portable                                 | Windows, Xbox, Xbox 360      | Відсутня    | GameCube, Game Boy Advance, DS, Symbian S60, Java ME |
| 2006 | Tomb Raider: Puzzle Paradox                  | InfoSpace IOMO Studio                                                                                   | Відсутня                                                                           | Відсутня                     | Відсутня    | Java ME                                              |
| 2007 | Tomb Raider: Anniversary                     | Crystal Dynamics, Nixxes Software, Buzz Monkey Software, Robosoft Technologies, Finblade                | PlayStation 2, PlayStation 3, PlayStation Portable                                 | Windows, Xbox 360            | OS X        | Wii, Java ME                                         |
| 2008 | Tomb Raider: Underworld                      | Crystal Dynamics, Nixxes Software, Feral Interactive, Buzz Monkey Software, Santa Cruz Games, EA Mobile | PlayStation 2, PlayStation 3                                                       | Windows, Xbox 360            | OS X        | Wii, DS, Java ME, N-Gage                             |
| 2009 | Tomb Raider: Underworld — Beneath the Ashes  | Crystal Dynamics                                                                                        | Відсутня                                                                           | Xbox 360                     | Відсутня    | Відсутня                                             |
| 2009 | Tomb Raider: Underworld — Lara's Shadow      | Crystal Dynamics                                                                                        | Відсутня                                                                           | Xbox 360                     | Відсутня    | Відсутня                                             |
| 2010 | Lara Croft and the Guardian of Light         | Crystal Dynamics, Nixxes Software                                                                       | PlayStation 3                                                                      | Windows, Xbox 360            | iOS         | Android, Chrome OS, BlackBerry Tablet OS             |
| 2013 | Tomb Raider                                  | Crystal Dynamics, Eidos Montreal, Nixxes Software, Feral Interactive                                    | PlayStation 3                                                                      | Windows, Xbox 360            | OS X        | Відсутня                                             |
| 2013 | Lara Croft: Reflections                      | Smile Lab, Renren Games                                                                                 | Відсутня                                                                           | Відсутня                     | iOS         | Відсутня                                             |
| 2014 | Tomb Raider: Definitive Edition              | Crystal Dynamics, United Front Games, Nixxes Software                                                   | PlayStation 4                                                                      | Xbox One                     | Відсутня    | Відсутня                                             |
| 2014 | Lara Croft and the Temple of Osiris          | Crystal Dynamics, Nixxes Software                                                                       | PlayStation 4                                                                      | Windows, Xbox One            | Відсутня    | Відсутня                                             |
| 2015 | Lara Croft: Relic Run                        | Simutronics, Crystal Dynamics, Square Enix                                                              | Відсутня                                                                           | Windows Phone                | iOS         | Android                                              |
| 2015 | Lara Croft Go                                | Crystal Dynamics, Nixxes Software                                                                       | Відсутня                                                                           | Windows, Windows Phone       | iOS         | Android                                              |
| 2015 | Rise of the Tomb Raider                      | Crystal Dynamics, Nixxes Software                                                                       | PlayStation 4                                                                      | Windows, Xbox 360, Xbox One  | Відсутня    | Відсутня                                             |
| 2018 | Shadow of the Tomb Raider                    | Eidos Montreal                                                                                          | PlayStation 4                                                                      | Windows, Xbox One            | Відсутня    | Відсутня                                             |

### Оригінальна історія
- Tomb Raider (1996)
  - Tomb Raider: Unfinished Business (1996)
- Tomb Raider II: The Dagger of Xian (1997)
  - Tomb Raider II: The Golden Mask (1998)
- Tomb Raider III: Adventures of Lara Croft (1998)
  - Tomb Raider III: The Lost Artifact (2000)
- Tomb Raider: The Last Revelation (1999)
  - Tomb Raider: The Times Exclusive Bonus Level (1999)
- Tomb Raider: Chronicles (2000)
- Tomb Raider: The Angel of Darkness (2003)

### Історія «Легенда»
- Tomb Raider: Legend (2006)
- Tomb Raider: Anniversary (2007)
- Tomb Raider: Underworld (2008)
  - Tomb Raider: Underworld — Beneath the Ashes (2009)
  - Tomb Raider: Underworld — Lara's Shadow (2009)

### Історія «Та що вижила»
- Tomb Raider (2013)
- Rise of the Tomb Raider (2015)
- Shadow of the Tomb Raider (2018)

### Мобільні та інші ігри
- Tomb Raider Collectible Card Game (1999) — карткова гра.
- Tomb Raider: The Nightmare Stone (2000)
- Tomb Raider: Curse of the Sword (2001)
- Tomb Raider: The Prophecy (2002)
- Tomb Raider: The Angel of Darkness (2003) — настільна гра.
- Tomb Raider: The Osiris Codex (2003)
- Tomb Raider: Quest for Cinnabar (2004)
- Tomb Raider: Elixir of Life (2004)
- Tomb Raider: The Action Adventure (2006) — інтерактивний DVD, за основу взято The Angel of Darkness.
- Lara Croft: Reflections (2013)
- Lara Croft: Relic Run (2015)
- Lara Croft Go (2015)

Спін-офи:
- Lara Croft and the Guardian of Light (2010)
- Lara Croft and the Temple of Osiris (2014)

## Комікси
- «Tomb Raider: The Beginnings» (2013)
- «Tomb Raider #2: Over the Edge» (2014)[3]
- «Tomb Raider #3: Haunted by the Past» (2014)[4]
- «A Payment of Flesh» (2014)
- «Under penalty of death» (2014)
- «Eyes in the heavens» (2014)
- «The way of the wind» (2014)

## Книги
- Lara Croft: Tomb Raider: The Amulet of Power (2003)
- Lara Croft: Tomb Raider: The Lost Cult (2004)
- Lara Croft: Tomb Raider: The Man of Bronze (2004)

## Фільми
- Лара Крофт: Розкрадачка гробниць (англ. «Lara Croft: Tomb Raider») (2001)
- Лара Крофт розкрадачка гробниць: колиска життя (англ. «Lara Croft: Tomb Raider — The Cradle of Life») (2003)
- Revisioned: Tomb Raider Animated Series (2007)
- Tomb Raider (2017)

## П'ятнадцятиріччя серії
З нагоди 15-річчя серії Tomb Raider Crystal Dynamics у жовтні 2011 влаштувала спеціальну цифрову художню виставку. В рамках святкування 8 художників, які зробили свій внесок у розвиток і еволюцію героїні, представили свої картини на тему бачення нового образу Лари Крофт. Протягом місяця: 7, 10, 14, 17, 21, 24 і 28 жовтня, виставка оновлювалася — в кожен з цих днів з'являлася нова картина. «Це прекрасна можливість відсвяткувати історію Tomb Raider, дивлячись у світле майбутнє Лари. Ми не можемо дочекатися, щоб поділитися унікальною інтерпретацією кожного художника, які так би мовити, показують що означає бути Ларою Крофт» — говорив Стюарт.
Першою виставленою роботою була картина «Rebirth» від Andy Park, творець коміксів серії Tomb Raider. Парк заявив, що як зазвичай Лару зображують дуже впевненою, попри всі труднощі, з якими вона стикається. У роботі він хотів показати трепет і впевненість, що знаходяться глибоко всередині. Створюючи картину, Парк використовував досвід набутий при роботі художником у кіноіндустрії. Другою з'явилася «The Depths» ілюстратора Camilla d'Errico. Її коментар до створеної картини: «Коли дивилася новий трейлер, я обмірковувала момент, коли Лара падає з корабля у воду й уявляла себе на її місці. Щоб я зробила? Дозволила б уламкам і воді втопити себе, або стала б боротися зі стихією? Мені здається, що героїня повинна боротися, і саме це являє силу Лари. Я сподіваюся, що в мені теж є ця сила».

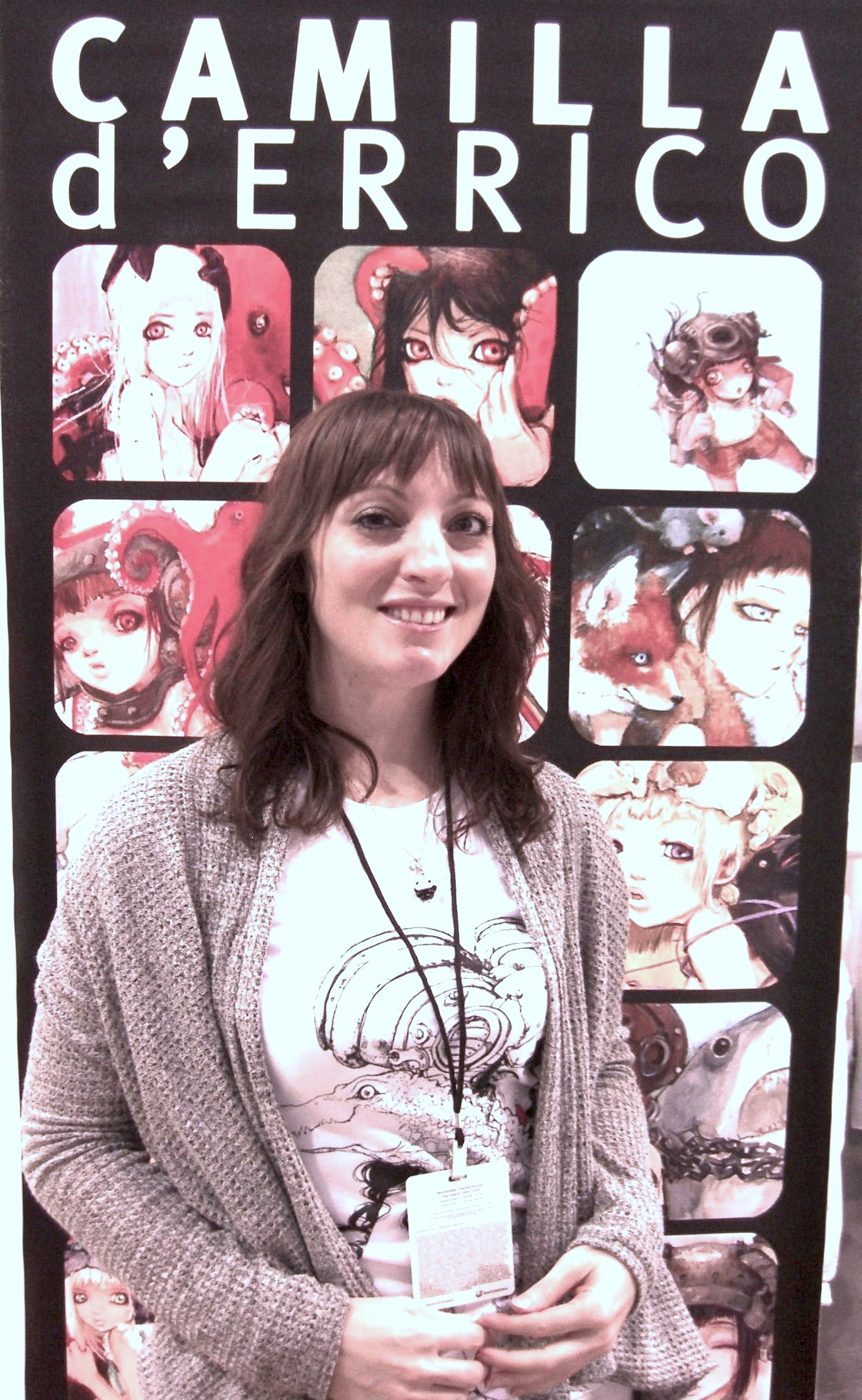
Camilla d'Errico створювала картину для виставки в честь 15-річчя Лари Крофт, яка згодом поширювалася на Comic Con 2011

Третім твором стала «Wolf Den» від Long Vo. Коли Во побачив демо-версію гри, він був вражений «відважним і сміливим» сценарієм. На противагу попереднім іграм, які викликали пошану, новий проект здався художнику загрозливим і зловісним. Його картина зображує сцену, в якій на Лару нападає сірий вовк. Во спеціально зобразив Лару в тісному просторі, що викликає клаустрофобію, у якому єдиним джерелом світла є факел. Четвертим стало полотно «Shipwreck Beach» Brenoch Adams, старшого художника Crystal Dynamics, який вже 4 роки не займався проектом Tomb Raider. Adams сказав, що йому було приємно знайти новий підхід до старої тематики Tomb Raider. Художник вважає, що в основу гри покладений фізичний і внутрішній розвиток Лари як жінки. Особливо він відзначає роль острова, який «зрештою, змінить її назавжди». У грудні 2011 року, на честь Нового року з'явилася нова версія картини, що відрізнялася від попередньої засніженим ландшафтом.
П'ятою презентували роботу Brian Horton під назвою «Into the Darkness». Він сказав, що виживання стало важливою тематикою для команди розробників, завдяки якій з'явилася можливість додати емоційну глибину та розширити масштаби гри. У своїй картині Horton хотів дослідити інтимний момент подолання страху перед темрявою і закритим простором. Натурницею для картини, з якої були змальовані емоції, стала Меган Марі. Шостим художнім твором стала «The Crucible» Randy Green. Він зазначив, що Лара, як правило, являє собою вольового, впевненого персонажа. У своїй роботі Green створив ситуацію, в якій її внутрішня впевненість повинна пройти перевірку на міцність. Міс Крофт вражена тим, що з нею сталося, але готова стійко перенести всі прийдешні небезпеки.
Сьомою картиною виставки стала «Profile Pic» від Jonathan Jacques-Belletete. Джонатан не бажав повторюватися, і тому зобразив ситуацію, яка відбувається до сюжету трейлера. Нова Лара являє собою генезис, новий початок і невідомість. Саме тому автор вирішив зобразити її переди тим як вона потрапила на корабель. «Врешті-решт, я хотів додати сенсу в цю картину. Частково — в передчутті: вона сфотографувала себе до того, як потрапила на борт, проте на фото зображується її майбутнє „я“. Це вже Лара на острові, що усвідомила, хто вона насправді, і яка доля її чекає». Художник також наголосив на ремені від сумки, що повторює форму коси старих моделей Лари. Він являє собою особливий знак жінки, якою вона стане.
Фінальною, восьмою роботою стала картина «Kyudo» від творця Лари Крофт Тобі Гарда. Гард, у своїй роботі хотів зобразити страх і вразливість, які долаються героїнею. Використавши лук, Тобі представив Лару майже як міфічну постать, пораненого роніна, що протистоїть суворому, але красивого світу. Дизайнер вирішив не повторювати досвід попередніх робіт і відійшов від реалістичності героїні. Він намалював її аквареллю за допомогою програми Corel Painter 12, приділивши особливу увагу деталям.

## Виноски
1. ↑  Brett Molina (16 червня 2011). Tomb Raider': Survival of the fittest. Game hunters (англ.). Content.usatoday.com. Архів оригіналу за 3 березня 2012. Процитовано 22 січня 2012.
2. ↑  Corporate information (англ.). Square-enix.com. Архів оригіналу за 26 червня 2012. Процитовано 10 червня 2012.
3. ↑  Tomb Raider 2 (англ.). Dark Horse Comics. Архів оригіналу за 7 листопада 2015. Процитовано 23 березня 2014.
4. ↑  Tomb Raider 3 (англ.). Dark Horse Comics. Архів оригіналу за 23 вересня 2015. Процитовано 24 квітня 2014.
5. ↑  Meagan Marie (4 жовтня 2011). Tomb Raider Celebrates 15 Years With A Unique Digital Art Exhibition. Officialtombraiderblog.tumblr.com (англ.). Official Tomb Raider Blog. Архів оригіналу за 13 липня 2012. Процитовано 15 лютого 2012. [Архівовано 2011-10-07 у Wayback Machine.]
6. ↑  Jessica Conditt (30 жовтня 2011). Tomb Raider celebrates 15th anniversary with a Lara Croft art gallery (англ.). Joystiq.com. Архів оригіналу за 13 липня 2012. Процитовано 15 лютого 2012.
7. ↑  Tyler Nagata (4 жовтня 2011). Crystal Dynamics celebrates 15 years of Tomb Raider with digital art show (англ.). Gamesradar.com. Архів оригіналу за 13 липня 2012. Процитовано 15 лютого 2012.
8. ↑  TOMB RAIDER celebrates 15 years with a unique Digital Art Exhibition (англ.). Tombnews.com. October 4th, 2011. Архів оригіналу за 10 серпня 2012. Процитовано 15 лютого 2012.
9. ↑  Myke Fahey (OCT 4, 2011). Celebrate 15 Years of Tomb Raider with Eight Pieces of Battered Lara Croft (англ.). Kotaku.com. Архів оригіналу за 13 липня 2012. Процитовано 15 лютого 2012.
10. ↑  15-Year Celebration: “Rebirth” by Andy Park. Officialtombraiderblog.tumblr.com (англ.). Official Tomb Raider Blog. 4 жовтня 2011. Архів оригіналу за 13 липня 2012. Процитовано 16 лютого 2012. [Архівовано 2011-10-07 у Wayback Machine.]
11. ↑  Camilla d’Errico (7 жовтня 2011). 15-Year Celebration: “The Depths” by Camilla d’Errico. Officialtombraiderblog.tumblr.com (англ.). Official Tomb Raider Blog. Архів оригіналу за 13 липня 2012. Процитовано 14 лютого 2012. [Архівовано 2011-10-11 у Wayback Machine.]
12. ↑  Meagan Marie, Brenoch Adams (14 октября). 15-Year Celebration: “Shipwreck Beach” by Brenoch Adams. Officialtombraiderblog.tumblr.com (англ.). Official Tomb Raider Blog. Архів оригіналу за 13 липня 2012. Процитовано 18 лютого 2012. [Архівовано 2012-07-31 у Wayback Machine.]
13. ↑  Meagan Marie (22 грудня 2011). Happy Holidays all!. Official Tomb Raider Blog (англ.). Officialtombraiderblog.tumblr.com. Архів оригіналу за 13 липня 2012. Процитовано 1 березня 2012. [Архівовано 2012-01-29 у Wayback Machine.]
14. ↑  Derek Strickland (7 листопада 2011). Square Enix Celebrates 15 Years of Tomb Raider With Impressive Artwork (англ.). Gamingtruth.com. Архів оригіналу за 13 липня 2012. Процитовано 16 лютого 2012. [Архівовано 2015-10-08 у Wayback Machine.]